# Luj od Verduna
Grof Luj I. (francuski: Louis; ubijen 29. rujna 1025.) bio je (prvi?) grof Chinyja i Verduna.

## Biografija
Nije poznato kada je Luj rođen. Njegov otac je bio grof Oton od Ivoisa, a majka mu je bila Otonova supruga nepoznatog imena, koja je prema hipotezi bila rođakinja francuskih kraljeva. Lujev je djed najvjerojatnije bio grof Adalbert I. Pobožni.
Reginbert, biskup Verduna, imenovao je Luja grofom Verduna 1024. te je Luj tako naslijedio grofa Hermana od Verduna. Međutim, Hermanov je nećak Gotfrid III. Bradati htio tu poziciju te je njegov otac, Gothelon I., napao Verdun i dao ubiti grofa Luja. 

### Brak
Lujeva je žena bila gospa Adelajda (Adélaïde). Njezino je podrijetlo nepoznato, a rodila je svom mužu sina Luja II. i kćer Liutgardu.